# Theobald Butler, III mayordomo principal de Irlanda
Theobald Butler, III mayordomo principal de Irlanda (1224-26 de diciembre de 1248). Tenía 6 años a la muerte de su padre Theobald. Su madre era Joan de Marisco, hija del justiciar de Irlanda, Geoffrey de Marisco.
Al igual que su infame suegro, Butler fue creado justiciar de Irlanda en 1247. Apoyó al rey Enrique III de Inglaterra en las guerras de los barones. Está enterrado junto a su padre en Arklow.

## Matrimonio e hijos
Se casó con Margery de Burgh, en 1242, hija del justiciar de Irlanda Richard Mór de Burgh, lord de Connacht. Con su mujer tuvo, además de otras tierras, los señoríos de Ardmaile y Killmorarkill. Fueron padres de:
- Theobald Butler, IV mayordomo principal de Irlanda.
- Edmond Butler (f. 1321).
- Joanna Butler (1244-1301).
- William Butler (1248-1306).